# Le Fel

Le Fel este o comună în departamentul Aveyron din sudul Franței. În 1 ianuarie 2022 avea o populație de 192 de locuitori.